# Maria d'Antioquia
|  | Per a altres significats, vegeu «Maria d'Antioquia (pretendent)». |

Maria d'Antioquia (va adoptar el nom de Xena en ingressar a un convent), fou emperadriu romana d'Orient. Era filla de Ramon de Poitiers i Constança d'Antioquia, prínceps d'Antioquia.
Es va casar amb l'emperador romà d'Orient Manuel I Comnè quan aquest va quedar vidu d'Irene (Berta de Sulzbach) el 1158. L'anterior matrimoni havia tingut una filla, Maria Comnena. Amb aquest matrimoni, Manuel esperava un fill, i l'enfortiment dels vincles amb el principat d'Antioquia, vassall de l'Imperi Romà d'Orient.
La unió entre Manuel i Maria sembla que va ser feliç L'emperador es beneficiava dels consells de la seva dona que, pels seus orígens francs, coneixia bé el llatí. Després d'un embaràs que no va arribar a terme i que va atemorir la cort, Maria d'Antioquia va donar a llum un fill, Aleix II Comnè, nascut l'any 1169, o el 1167, segons Nicetes Coniata.
A la primavera de 1180, Manuel Comnè va decidir casar la seva filla Maria Comnena amb Renyer de Montferrat, ja que la família d'ell tenia vincles amb Orient i l'havien ajudat a Llombardia contra Frederic Barba-roja. Aleix Comnè s'haurà de casar amb Agnès de França i de Xampanya, rebatejada com a "Anna" a la seva arribada a Constantinoble, filla de Lluís VII de França.
A la tardor del 1180, després d'una curta malaltia, Manuel Comnè va morir, deixant la regència a la seva dona, amb la condició que no es tornés a casar i prengués l'hàbit monàstic, cosa que Maria d'Antioquia va fer, i va prendre els hàbits adoptant el nom de Xena, mentre continuava vivint al Palau.
En el seu paper de regent va prendre com a principal ministre un cosí del seu difunt marit, el protosebast Aleix Comnè, que es va convertir en el seu amant. Això va ser mal vist per la família dels Comnens i pel poble, que li retreia el seu origen estranger i d'actuar a favor dels llatins.
La seva fillastra Maria Comnena i el seu marit Renyer de Montferrat, van estar intrigant a la cort, potser esperant emparar-se del poder. Maria d'Antioquia va intentar fer-los presoners, però es van refugiar a Santa Sofia, i la persecució va provocar un motí. Maria i Renyer van demanar ajuda a Andrònic I Comnè, l'ambiciós cosí del desaparegut Manuel.
Andrònic es va revoltar i va marxar cap a Constantinoble. L'exèrcit enviat per la regent i el seu ministre i comandat per Andrònic Àngel i el seu fill Isaac (el futur Isaac II Àngel) es van passar als revoltats. El poble es va aixecar i es va produir la Massacre dels llatins. El protosebast va ser cegat, i Maria Comnena i el cèsar Renyer van ser ràpidament enverinats.
Maria d'Antioquia va ser deposada de la regència, i va haver d'abandonar el Palau. Va cometre l'error de cridar al seu cunyat, el rei Béla III d'Hongria, per ajudar-la. Denunciada, va ser acusada d'alta traïció i condemnada a mort. Andrònic va obligar el jove Aleix II a signar l'ordre d'execució de la seva mare. Es van destruir tots els retrats de Maria d'Antioquia i va ser estrangulada. No se sap on va ser enterrada, el seu cos podria haver estat llançat al mar o enterrat de manera anònima en una platja l'any 1182.